# Luis Coto

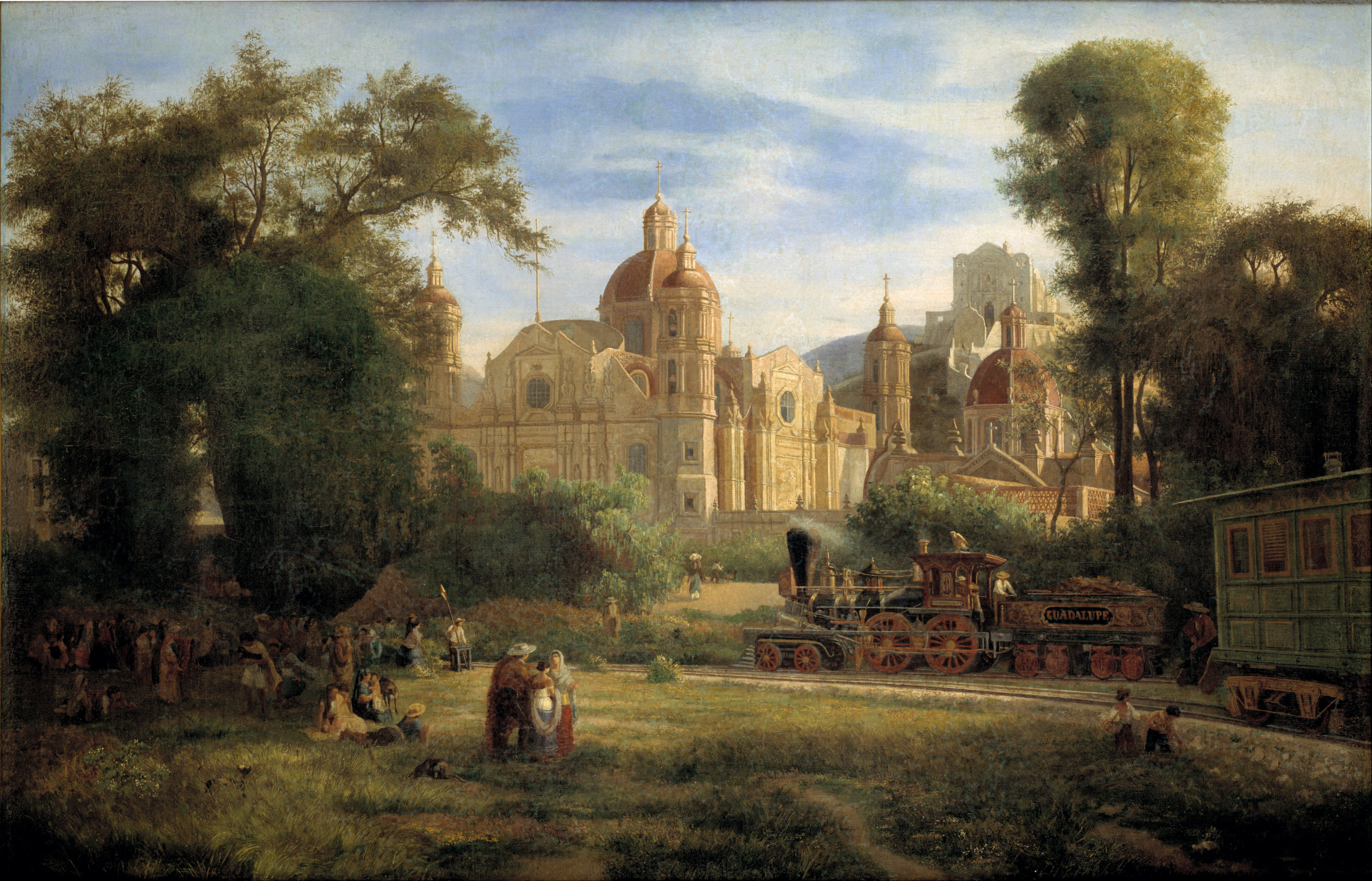
La colegiata de Guadalupe, 1859, óleo sobre lienzo, 73,5 x 112 cm, Ciudad de México, Museo Nacional de Arte

Luis Coto (Toluca, 1830-1891) fue un pintor mexicano del siglo XIX, considerado uno de los mejores paisajistas de su época.

## Biografía
Nació en Toluca en 1830, en su juventud ingresó a la Academia de San Carlos donde tuvo como profesor de pintura a Pelegrín Clavé y como profesor de paisaje a Eugenio Landesio. Sus obras estuvieron caracterizadas por los paisajes naturales, los episodios costumbristas y los paisajes con acontecimientos históricos patrios, desde una perspectiva conmemorativa. Entre los temas más frecuentes para tales obras se figuran entre los tiempos precolombinos y los de la Conquista española[cita requerida]. Becado en 1857 por su obra La Iglesia de Romita, Luis Coto sustituyó en 1862 a su maestro Eugenio Landesio y pasó a ocupar al cargo de profesor de paisaje en la Academia. También fue director del Instituto Científico y Literario de Toluca. Su fallecimiento fue en 1891.
Dentro de la pintura de figura, acorde a la jerarquía de géneros temáticos en el ámbito académico internacional, se favoreció la pintura de historia y el retrato, desdeñándose la práctica de géneros menores, como la pintura costumbrista, no así la de paisaje, pues era una práctica escolarizada impulsada en México con la llegada de Eugenio Landesio. Los asuntos históricos prescritos para el desarrollo formativo de los estudiantes de pintura estaban bajo las enseñanzas de Pelegrín Clavé, tenían fundamentos en la Biblia y en el mundo grecorromano; mientras que la historia moderna giraba en torno a episodios históricos relacionados con el descubrimiento de América y sus protagonistas.

## Obras
Luis Coto descolló como paisajista sin por ello desdeñar otros géneros como el religioso o el histórico. Entre las obras que se conservan:
- Valle de Toluca.
- Patio central de la hacienda de Niacatlán.
- Río de los Morales.
- Inauguración del Ferrocarril a Chalco.
- La captura de Guatimoc (Cuauhtémoc) en la laguna de Texcoco, 1881.
- Hacienda Azucarera.
- El bautismo de Cristo.